# Nkebeduul
Nkebeduul (auch: Ngkebeduul, Gabatouru) ist ein Fluss im administrativen Staat (Verwaltungsgebiet) Ngeremlengui der westpazifischen Inselrepublik Palau. Er verläuft im Westen der Hauptinsel Babelthuap.

## Geographie
Der Nkebeduul entspringt südöstlich von Imeong und verläuft nach Südwesten. Ein Zufluss am Unterlauf bildet, von Osten kommend einen Teil der Grenze zum Staat Ngatpang. Nach wenigen Kilometern mündet er bei Ibobang in die Karamadoo Bay. An der Mündung steht der Hügel Ngerrall (31 m).